# Celerena divisa
Celerena divisa är en fjärilsart som beskrevs av Walker 1862. Celerena divisa ingår i släktet Celerena och familjen mätare. Inga underarter finns listade i Catalogue of Life.